# 튤립파동

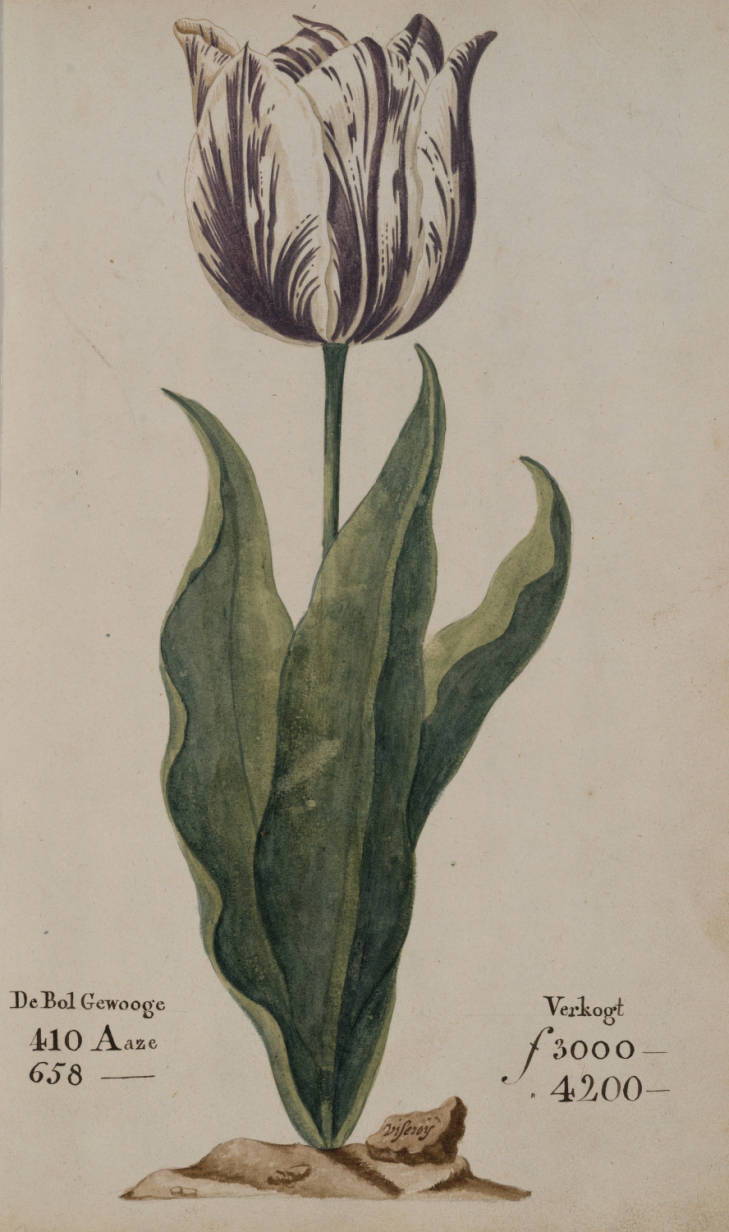
튤립 한 송이, "부자 왕"이란 별명으로 알려짐, 1637년 네덜란드 도록에 실린 것이다. 튤립의 구근은 그 가격이 크기에 따라 3000에서 4200 플로린에 달했다. 당시 능숙한 장인이 한 해동안 열심히 일하면 300 플로린을 벌 수 있었다.

튤립파동(tulip mania)은 17세기 네덜란드에서 벌어진 과열 투기현상으로, 사실상 최초의 거품 경제 현상으로 인정되고 있다. 당시는 네덜란드 황금 시대였고, 네덜란드에 새롭게 소개되었던 튤립 구근이 너무 높은 계약 가격으로 팔리다가 급락했다. 튤립 파동의 정점은 1637년 2월이었다. 튤립은 숙련된 장인이 버는 연간 소득의 10배보다 더 높은 값으로 팔렸다. 튤립 파동은 역사상 기록된 최초의 투기로 인한 거품이었다. "튤립 파동" 이란 용어는 이제 거대한 경제적인 거품(자산 가격이 내재적인 가치에서 벗어날 때)을 가리키는 은유로 자주 사용된다.
1630년대 네덜란드에서는 수입된 지 얼마 안 되는 터키 원산의 원예식물인 튤립이 큰 인기를 끌었고, 튤립에 대한 사재기 현상까지 벌어졌다. 꽃이 피지 않았는데 미래 어느 시점을 정해 특정한 가격에 매매한다는 계약을 사고파는 선물거래까지 등장했다. 1630년대 중반에는 뿌리 하나가 8만7000유로(약 1억6000만원)까지 치솟았다. 그러나 어느 순간 가격이 하락세로 반전되면서 팔겠다는 사람만 넘쳐났으므로 거품이 터졌다. 상인들은 빈털터리가 되었고 튤립에 투자했던 귀족들은 영지를 담보로 잡혀야만 했다. 이러한 파동은 네덜란드가 영국에게 경제대국의 자리를 넘겨주게 되는 한 요인이었다.
튤립 버블은 남해 거품 사건(잉글랜드)과 미시시피 계획(프랑스)과 함께 근대 유럽의 삼대 버블로 꼽힌다.

## 역사

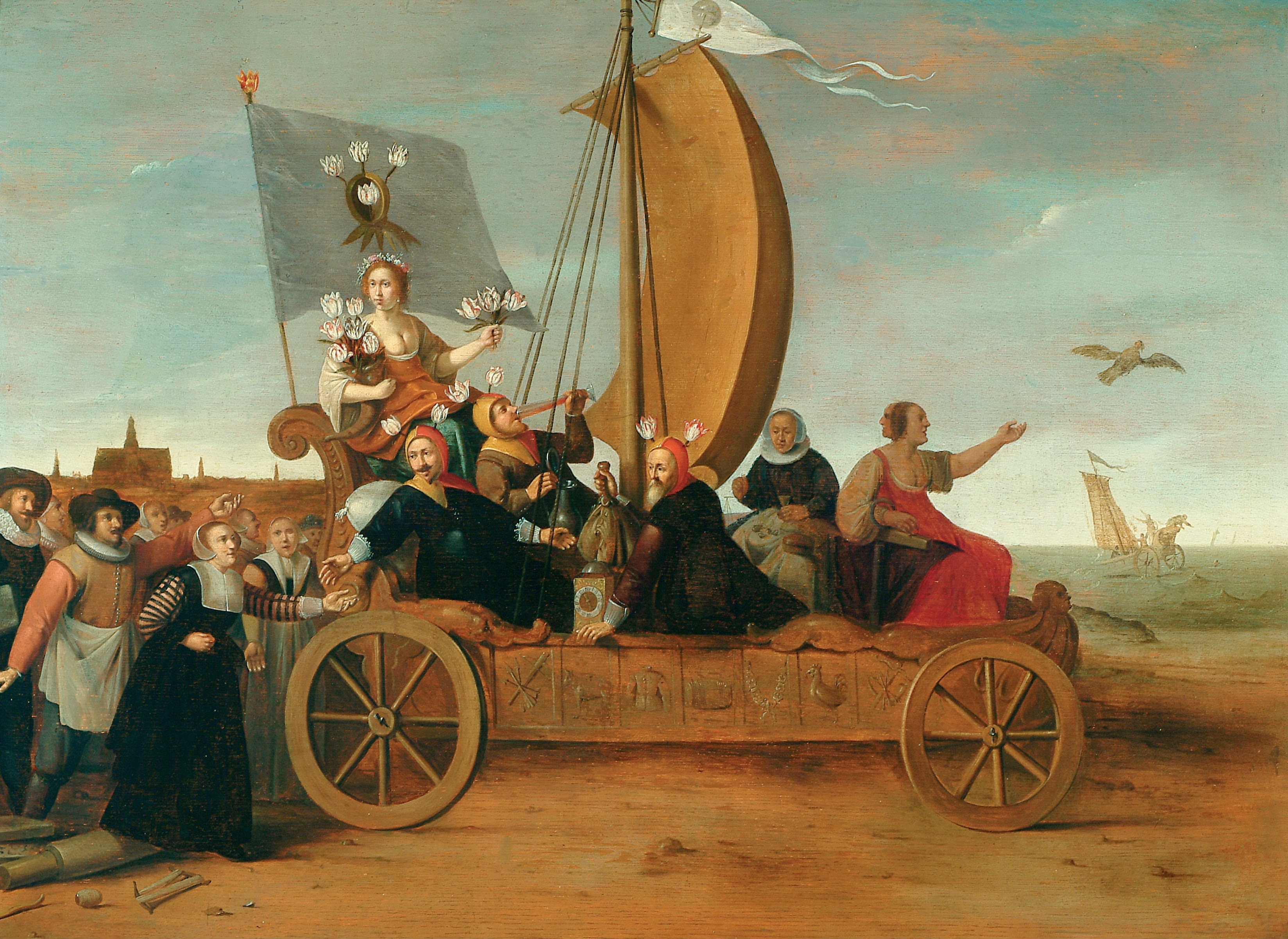
헨드릭 게리츠 포트가 1640년경에 그린 튤립 열풍에 대한 우화. 꽃의 신인 플로라는 두 얼굴의 여성과 환전상, 술꾼과 함께 차를 타고 바람에 의지해 앞으로 나아가고 있다. 그들의 뒤를 타락한 하를럼의 직조공들이 따르고 있으며, 그들 모두가 가는 길은 바다로 이어지고 있다.

튤립의 역사는 중앙아시아의 톈산산맥인 것으로 알려졌다. 오스만 제국은 세력을 넓히는 가운데 튤립과 만나 순식간에 매료되었다. 곧 콘스탄티노플(이스탄불)을 함락시키면서 터키인들은 장엄한 궁전을 세웠다. 그래서 몇 종의 튤립을 재배하여 품종이 개량되면서 옷의 문양이나 그림에 등장했다. 16세기가 되면서 상인에 의해 유럽 각지에 전해졌다.
튤립은 16세기 중반에 오스만 제국에서 유럽으로 건너 왔으며, 네덜란드(당시 네덜란드 공화국)에서 매우 큰 인기를 끌어 모았다. 네덜란드 공화국에서 튤립 농사는 플랑드르의 식물학자인 샤를 드 레클루제(Charles de l'Écluse)가 레이던 대학교에 소포로 튤립을 보낸 뒤 1593년 무렵에 시작된 것으로 보인다.
프랑크푸르트에서 세들과 구근 식물을 연구하고 있었던 레클루제는 1593년, 레이던 대학에 초빙되었다. 레클루제는 튤립 구근과 함께 레이던으로 옮겨 갔으며, 그곳에서 튤립 연구 및 재배를 진행했다. 이것이 네덜란드에 튤립을 전달하게 되었다. 레클루제가 발견한 것 중에는 나중에 '브레이크'라고 불리는 돌연변이가 있다. 브레이킹을 일으킨 구근은 아름다운 점박이 꽃을 달고 있었다. 이것은 바이러스에 감염된 구근이 모자이크로 발병했기 때문이었지만, 그 구조가 해명된 것은 20세기가 되고 나서이다.
튤립은 단기간에 늘리기 어려운 종류이며, 결국 그것이 품귀 현상을 일으키고 가격을 인상시키는 요인이 되었다. 튤립은 씨앗에서 육성하는 방법과 모근에서 복제를 통해, 자근을 육성하는 방법이 있다. 씨앗에서 성장하는 교잡에서 신종이 태어날 가능성이 있지만, 꽃을 피우기까지 3 ~ 7년이 소요된다. 모근으로 육성하면 그 해에 바로 꽃이 피기 때문에, 모근에서 생성한 자근은 2 ~ 3 개 정도가 모근으로 성장하고, 또한 발아하지 않는 종근도 적지 않았다. 이런 사정 때문에 급격한 수요 증가를 생산이 따라잡지 못했다.

## 튤립 과열

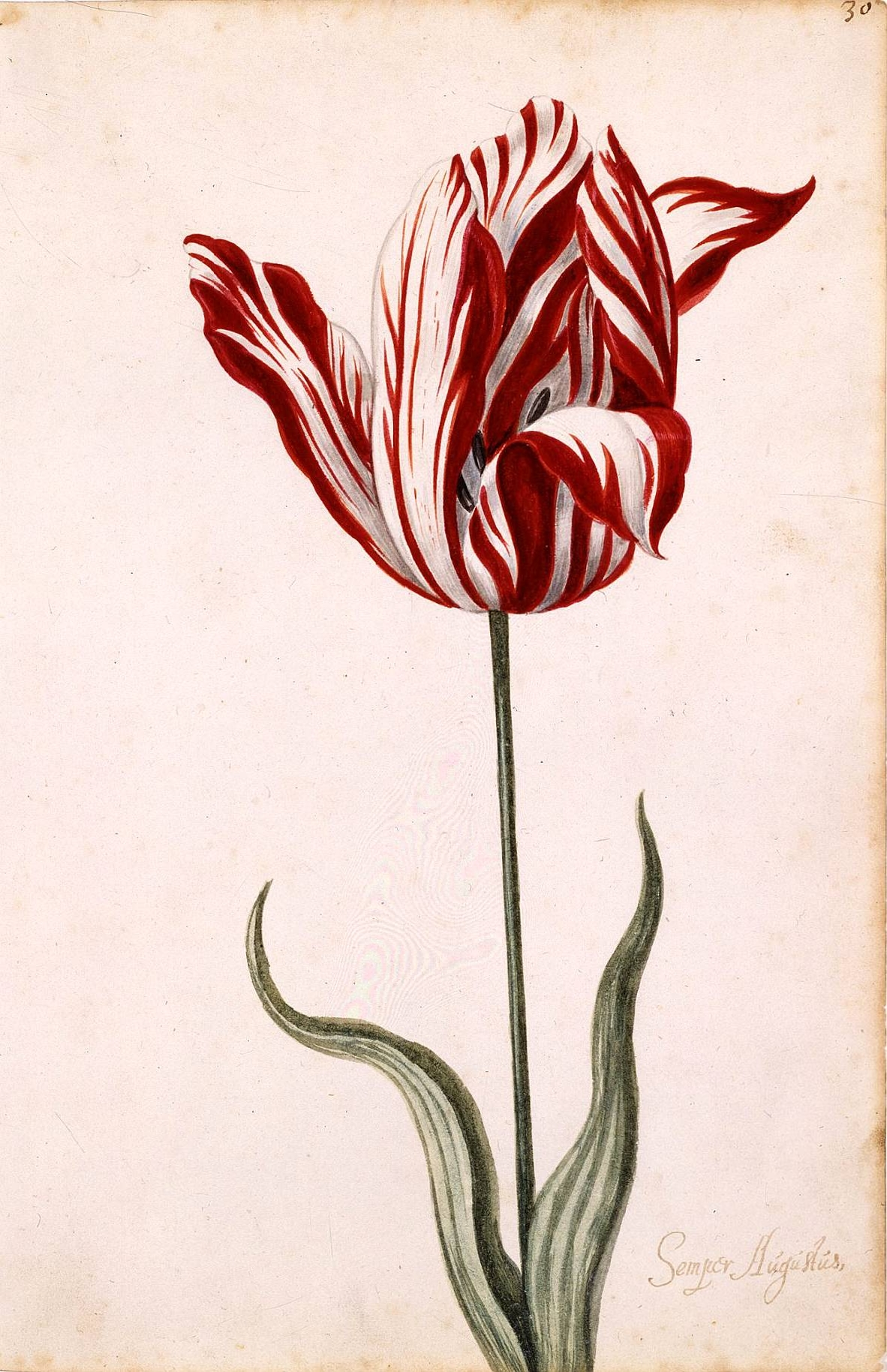
17세기 가장 비싼 꽃으로 팔렸던 Semper Augustus

1610년대, 최초로 튤립의 아름다움에 마음을 빼앗긴 것은 여유 있는 식물 애호가들이었다. 아름다운 튤립 뿌리는 처음부터 고가로 거래되었다. 또한 원예 애호가들은 독자적인 품종개량 및 재배를 통해 다양한 이름의 튤립이 태어났으며
- 리프킨 제독(Admiral Liefken)
- 폰 데르 아이크 제독(Admiral Von der Eyk)
- 피세로이(부왕, Viceroy)
- 제네라리시모(장군, Generalissimo)

등이 대표적인 고급 품종이다. 특히 애호가들이 환호했던 품종은 브레이킹을 일으킨 보라색과 흰색 줄무늬 꽃을 가진 〈센페이 아우구스투스〉(영원한 황제, Semper Augustus)였다. 단색 유형은 싸게 판매되었고, 이런 아름다운 꽃의 구근은 적어도 1000 플로린의 값이 매겨져 있었다. 그리고 튤립의 인기가 높아짐에 따라 점점 상승하게 되었다.
투기자들이 튤립의 인기에 주목한 것은 1634년 무렵으로 추정된다. 그들은 튤립을 재배하거나 꽃의 아름다움에 관심을 가진 것이 아니라 가격 상승을 목적으로 시장에 진입하였다. 튤립 논란이 레이던에서 암스테르담, 하를럼 등 다른 도시에 전해졌고, 수요 증가로 구근 판매가 활성화되었다. 그 중에는 일확천금을 이루는 사람도 나왔다. 고급 품종 구근 하나로 집이 바뀌는 일도 있게 되었다.
비싼 구근은 에이스(aas 1 에이스 = 0.05g) 단위로 값이 올랐다. 그렇지 않은 품종은 개수로 판매되었고, 싼 것은 부대 단위로 정량 판매되었다. 이때까지 튤립 거래는 구근이 현물로 거래되고 있었다. 또한 현물 거래를 위해 튤립 매매가 이뤄지는 겨울 동안에 그쳤다. 그러나 과열된 튤립 인기는 계절을 불문하고 거래할 수 있는 구조를 원하고 있었다.
튤립으로 단기간에 막대한 부를 얻을 수 있다는 소문이 장인과 농민 등에게도 퍼졌고, 그들도 서서히 시장에 참가했다. 밑천이 없는 서민들은 우선 자신도 살 수 있을 정도의 구근에서 시작했다. 그 정도의 품종도 값은 상승하였고, 전매 이익을 얻는 자가 속출했다. 이에 따라 시장에 큰 변화가 일어났다. 연중 거래와 그에 따른 선물 거래 제도가 도입된 것이다.

### 튤립 버블의 시작
이러한 거래는 정식 증권거래소가 아닌 술집에서 열렸다. 거래에서 현금이나 현물 구근은 필요 없었다. "내년 4월에 지불한다", "그때 구근을 배달한다"는 계약서로 끝낼 수 있고 경미한 중도금으로 판매할 수 있었다. 중도금이라고 해도 현금만을 뜻하는 것은 아니며, 가축과 가구와 같은 환금을 할 수 있는 것은 무엇이든 통용되었다. 그 계산서가 거래를 반복하는 가운데 몇 사람을 통해 알고 있고 채권자와 채무자가 어디의 누구인지도 모르는 상황이 되고 있었다. 이 선물 거래 시스템을 통해 자본이 없는 사람도 투기에 참여했다. 빵굽는 사람이나 농민같은 일반인들까지 튤립 시장에 참여하면서 수요가 팽창하여 싼 품종도 급등했다. 그러나 가격 상승에 따라 본래의 구매자인 식물애호가들은 구매를 하지 않게 된다. 특히 서민들이 거래하고 있었던 싼 구근을 애호가들은 거들떠 보지도 않았다.
당시의 일화가 몇 가지 남아있다.
영국에서 온 식물애호가가 네덜란드의 친구집을 찾아갔다. 그 애호가는 보기 드문 양파 같은 것을 발견하고 그 껍질을 벗겨 속을 열어 보았다. 친구가 돌아오자 "이것이 무슨 양파죠?"라고 물었다. "데르 아이크 제독이라고 하는 겁니다", "감사합니다" 애호가는 노트에 필기까지 해가며 계속 물었다. "이게 네덜란드에 흔한 건가요?" 그러자 친구는 애호가의 목덜미를 잡고 "함께 행정관에게 가보면 압니다"라고 대답했다. 애호가는 금화 2000개의 배상금을 지불할 때까지 채무자의 감옥에 갇히게 되었다.

### 튤립 버블의 붕괴
1637년 2월 3일 튤립 거래가가 갑자기 폭락했다. 가격이 떨어졌다기보다는 구매자가 전혀 없는 상태였다. 어음은 부도가 났으며, 지불을 할 수 없는 채무를 가진 사람이 3000명 정도였다고 했다. 네덜란드 각 도시는 혼란의 구렁텅이에 빠졌고, 여기저기에서 지불을 하지 못한 채무자와 지불을 하지 않은 채무자들의 말다툼과 도주가 이어졌다. 이제 각 채권자가 동시에 채무자가 되어 갔다. 채무이행을 요구하며, 소송을 건 자들도 있었지만, 채무자에게 이행 능력은 없었고, 사태 해결에 효과적인 수단도 되지 못했다.
이런 혼란 사태에 직면하자 의회와 시당국이 드디어 움직이기 시작했다. 채무자와 채권자의 강렬한 로비 전쟁 끝에 "조사가 끝날 때까지 튤립 거래는 보류한다"라는 결정이 내려졌다. 그러나 이것은 일괄 해결로 치달았다. 계약서에 의한 계약은 일괄 무효가 되었고, 소수의 파산자와 벼락 부자를 남긴 채 튤립 마니아의 시대는 막을 내렸다.

## 버블의 영향

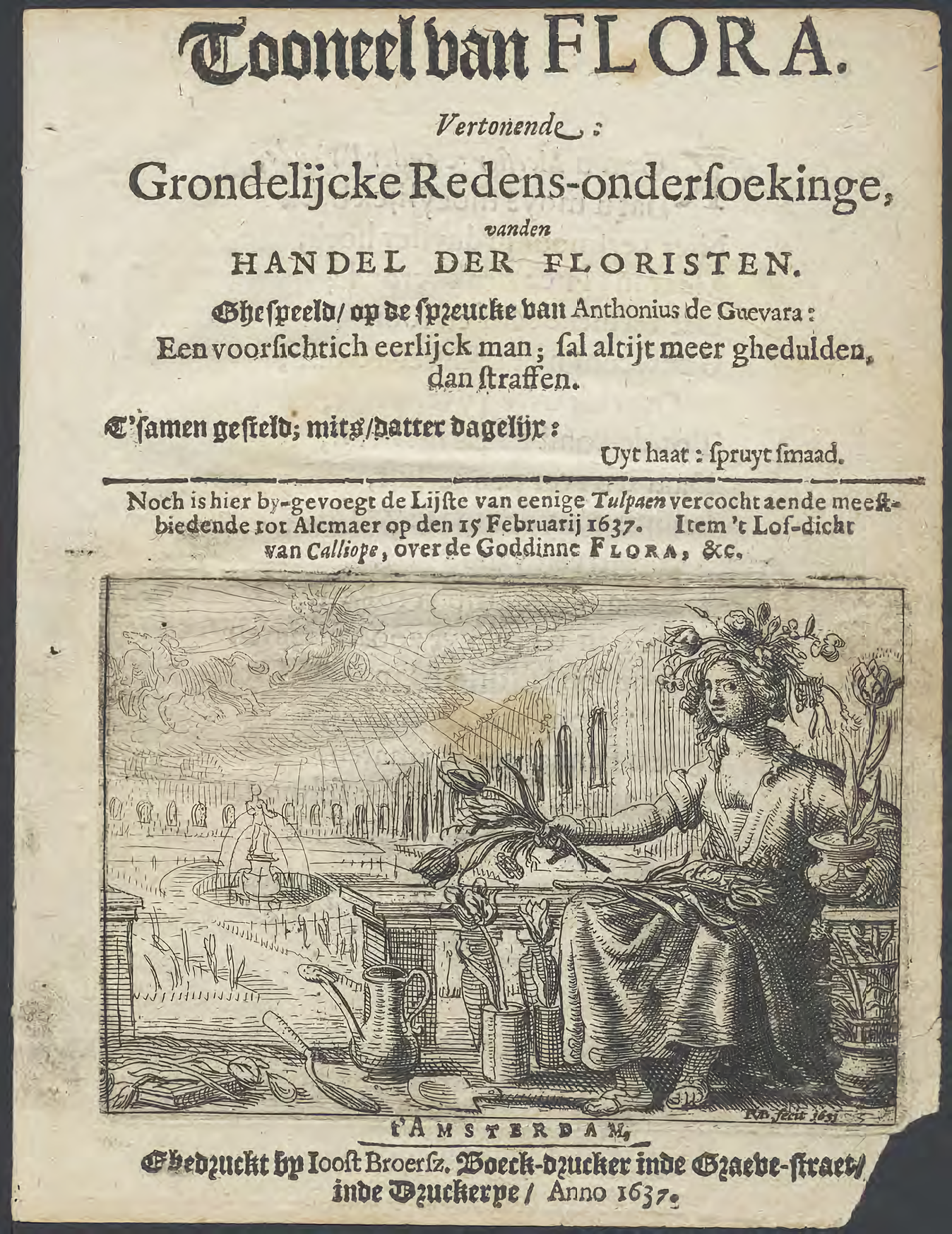
1637년 발간된 네덜란드 튤립 마니아의 팜플릿

튤립 버블은 네덜란드 경제와 그 역사에 거의 영향을 남기지 않았다. 식물 애호가들은 비싼 튤립을 계속 요구했고, 다른 산업이 타격을 받았다는 사료도 발견되지 않았다. 예외적으로 간파할 수 있는 것은 정신 문화에 미친 영향이다. 절제, 금욕을 취지로 하는 칼빈주의적 미덕관이 부활하였고, 튤립 시장에 참가한 사람을 노골적으로 비판하는 소책자가 발간되었다. 튤립을 로마 신화의 여신 플로라에 비유하여 "욕심많은 플로라에게 바치는 바보들"이라고 비판했다. 이후 네덜란드는 일시적으로 튤립을 싫어하게 되었고, 네덜란드 사람 사이에서 교훈으로서 구전되었다.
튤립 버블은 이후 알렉산드르 뒤마의 소설 《검은 튤립》이나 회화에 소재로 그려졌을 뿐, 역사학적 관점에서 연구한 것은 거의 없었다. 스코틀랜드인 찰스 맥케이가 쓴 이야기를 통해 1841년 세계에 알려졌고, 이 사건은 일약 각광을 받게 된다. 그 중, 튤립 버블은 스캔들로 대중의 광기에 의한 것으로 그려졌다. 최근까지 맥케이의 거품론이 받아들여 제대로 된 연구 대상이 되지 못했다. 그러나 E. A. 톰슨과 J. 트라자드(2002)는 튤립뿐만 아니라 당시 물가는 항상 불안정했고, 대중의 광기로 사건을 설명하는 것은 잘못된 것이라고 주장했다. 이것을 계기로 최근 연구가 활발해지고 있으며, 튤립 버블의 개요와 역사적 위상에 대한 논의가 활발하게 진행되고 있다.

## 같이 보기
- 오스만 제국의 튤립 시대
- 남해 거품 사건 - 또 다른 과열 투기 현상
- 미시시피 계획
- 거품 경제

## 참고자료
- 성철환 (2009년 9월 30일). “<저금리 정책은 경제 거품 키우는 주범, 책: 경제위기의 패턴>”. 매일경제. 2011년 7월 28일에 원본 문서에서 보존된 문서. 2009년 12월 19일에 확인함.
- 게랄트 브라운베르거; 베네딕트 페르; 오승구 옮김. 《《경제위기의 패턴》》. 웅진윙스. ISBN 9788901094878.
- P.Cos (1637) – Verzameling van een meenigte tulipaanen, naar het leven geteekend met hunne naamen, en swaarte der bollen, zoo als die publicq verkogt zijn, te Haarlem in den jaare A. 1637, door P. Cos, bloemist te Haarlem. – Haarlem : [s.n.], 1637. – 75 pl. available online at Wageningen Tulip Portal 보관됨 2005-04-04 - 웨이백 머신. Retrieved on August 11, 2008.
- Dash, Mike (2001년 1월). 《"튤립 파동: 세계에서 가장 탐나는 꽃과 그 꽃이 불러 일으킨 과도한 욕망"(Tulipomania: The Story of the World's Most Coveted Flower and the Extraordinary Passions It Aroused)》. 런던: Gollancz. ISBN 0-575-06723-3.
- French, Doug (2006). “튤립 파동 기간의 네덜란드 통화 환경(The Dutch monetary environment during tulipomania)” (PDF). 《The Quarterly Journal of Austrian Economics》 9 (1): 3–14. doi:10.1007/s12113-006-1000-6. 2008년 6월 24일에 확인함..
- Galbraith, J. K. (1990). 《재정적 도취의 짧은 역사(A Short History of Financial Euphoria)》. New York: Penguin Books. ISBN 0-670-85028-4.
- Garber, Peter M. (1989). “튤립파동(Tulipmania)”. 《Journal of Political Economy》 97 (3): 535–560. doi:10.1086/261615.
- Garber, Peter M. (1990). “유명한 첫 번째 거품(Famous First Bubbles)”. 《The Journal of Economic Perspectives》 4 (2): 35–54. 2008년 8월 15일에 확인함.
- Garber, Peter M. (2000). 《유명한 첫 번째 거품: 초기 매니아의 기본(Famous First Bubbles: The Fundamentals of Early Manias)》. Cambridge: MIT Press. ISBN 0-262-07204-1.
- Goldgar, Anne (2007). 《튤립 파동: 네덜란드 황금시대의 돈, 명예, 지식(Tulipmania: Money, Honor, and Knowledge in the Dutch Golden Age)》. 시카고: University of Chicago Press. ISBN 978-0-226-30125-9.
- Hooper, William R. (1876년 4월). “The Tulip Mania”. 《Harper's New Monthly Magazine》 52 (340): 743–746.
- Krelage, E.H. (1942). 《Bloemenspeculatie in Nederland》. 암스테르담: P.N. van Kampen & Zoon.
- Kindleberger, Charles P.; Robert Aliber (2005). 《열광, 혼돈, 충돌: 경제 위기의 역사(Manias, Panics, and Crashes: A History of Financial Crises)》 5판. Hoboken: Wiley. ISBN 0-471-46714-6.
- Mackay, Charles (1841). “Memoirs of Extraordinary Popular Delusions and the Madness of Crowds”. London: Richard Bentley. 2008년 3월 31일에 원본 문서에서 보존된 문서. 2008년 8월 15일에 확인함.
- Malkiel, Burton G. (2007). 《A Random Walk Down Wall Street》 9판. New York: W. W. Norton. ISBN 0-393-06245-7.
- Pavord, Anna (2007). 《튤립(The Tulip)》. London: Bloomsbury. ISBN 0-7475-7190-2.
- Pollan, Michael (2002). 《욕망의 식물(The Botany of Desire)》. New York: Random House. ISBN 0-375-76039-3.
- Schama, Simon (1987). 《부의 곤란: 황금시대 네덜란드 문화의 해석(The Embarrassment of Riches: an interpretation of Dutch culture in the Golden Age)》. New York: Alfred Knopf. ISBN 0-394-51075-5.
- Shiller, Robert J. (2005). 《이성을 잃은 화려함(Irrational Exuberance)》 2판. Princeton: Princeton University Press. ISBN 0-691-12335-7.
- 얼 톰슨(Earl Thompson) (2007). “튤립 파동: 실제 또는 인공물?(The tulipmania: Fact or artifact?)” (PDF). 《Public Choice》 130 (1–2): 99–114. doi:10.1007/s11127-006-9074-4. 2008년 9월 23일에 원본 문서 (PDF)에서 보존된 문서. 2008년 8월 15일에 확인함.